# Mittenothamnium robinsonii
Mittenothamnium robinsonii là một loài Rêu trong họ Hypnaceae. Loài này được (H.A. Crum) Ochyra mô tả khoa học đầu tiên năm 1999.